# Averan
Averan is een gemeente in het Franse departement Hautes-Pyrénées (regio Occitanie) en telt 70 inwoners (2009). De plaats maakt deel uit van het arrondissement Tarbes.

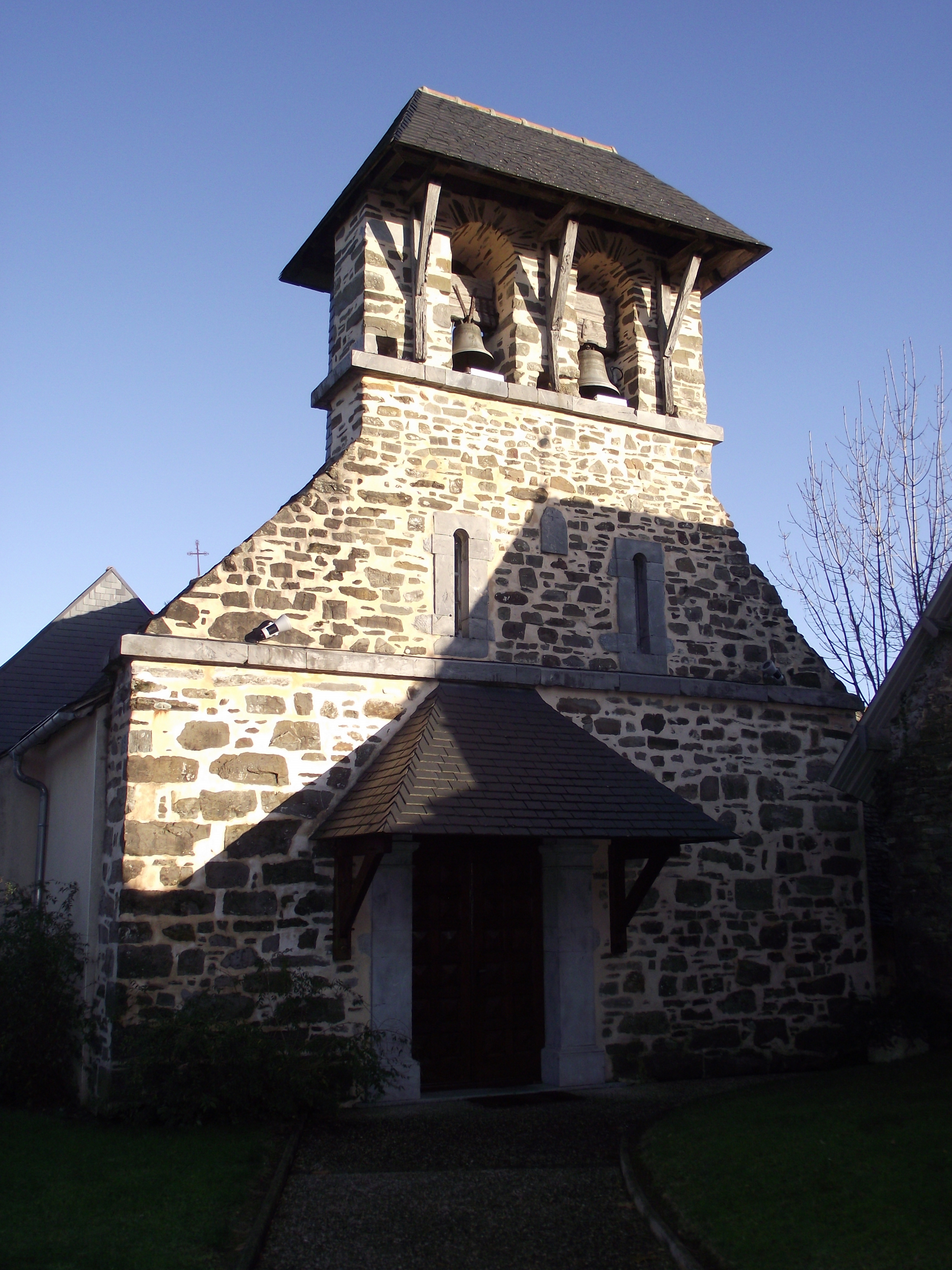
Kerk

## Geografie
De oppervlakte van Averan bedraagt 4,5 km², de bevolkingsdichtheid is dus 15,6 inwoners per km².

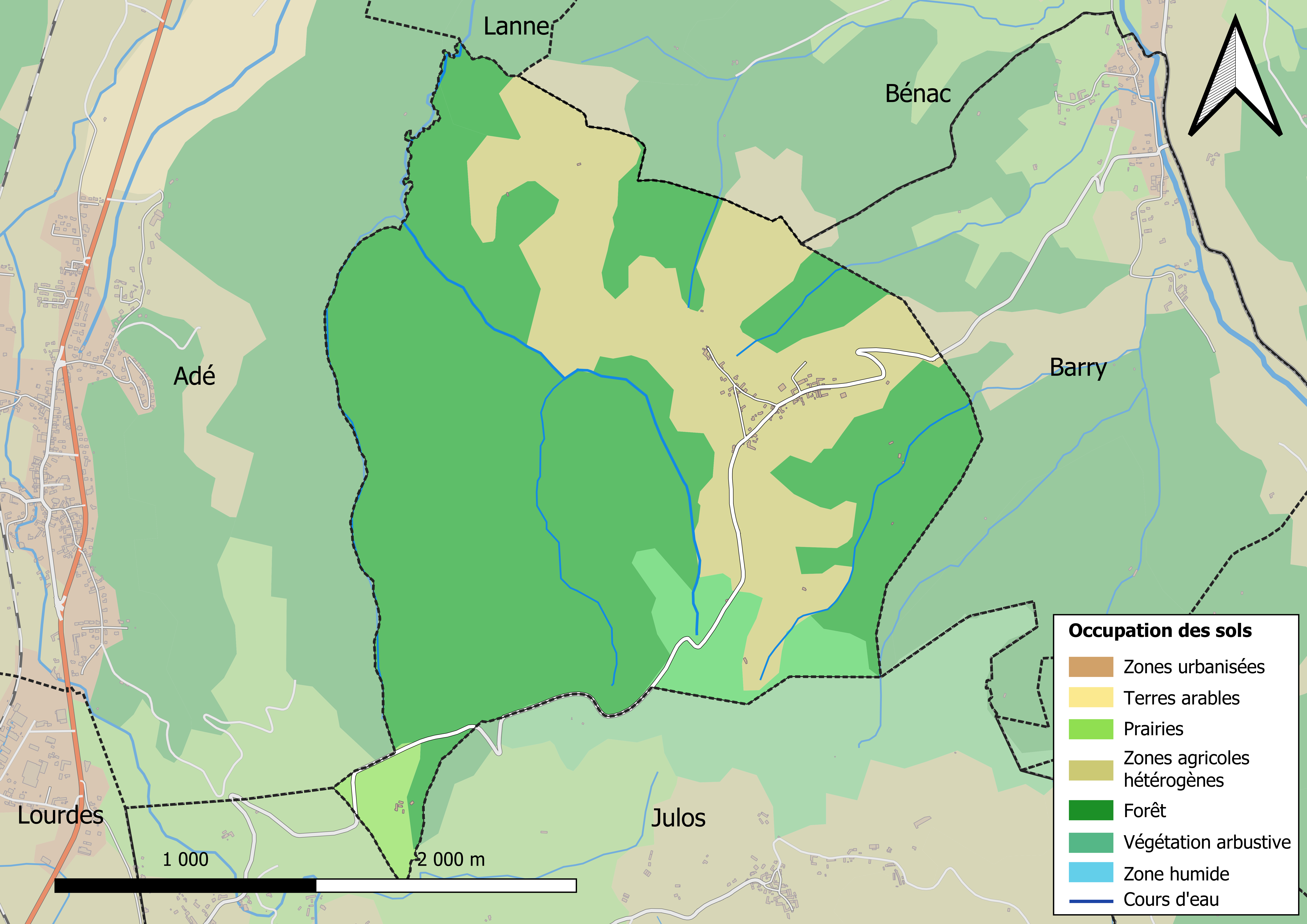
Kaart van de gemeente met belangrijkste infrastructuur, bodemgebruik en omliggende gemeenten

## Demografie
Onderstaande figuur toont het verloop van het inwonertal (bron: INSEE-tellingen).

1. ↑  Populations de référence 2022.